# Cenzura
Cenzura je preprečevanje razširjanja informacij v javnem sporočanju ali drugje z utemeljitvijo, da gre za material, ki je sporen, škodljiv, občutljiv ali »neprikladen«. Cenzuro lahko izvajajo vlade, zasebne ustanove ali druga nadzorna telesa. Druge skupine ali ustanove lahko predlagajo in zbirajo podpise za cenzuro.
Ko oseba, npr. avtor ali drug ustvarjalec, cenzuro izvaja sama, je to samocenzura. Splošna cenzura se iz različnih razlogov, vključno z nacionalno varnostjo, preprečevanjem obscenosti, preprečevanjem razširjanja otroške pornografije in sovražnim govorom, za zaščito otrok ali drugih ranljivih skupin, za spodbujanje ali omejevanje političnih ali verskih stališč ter za preprečevanje obrekovanja in klevetanja, izvaja v različnih občilih, vključno z govori, knjigami, glasbo, filmi in drugimi zvrstmi umetnosti, tiskom, radijem, televizijo ter internetom.
Neposredna cenzura je lahko zakonita ali ne, kar je odvisno od vrste, kraja in vsebine. Številne države zagotavljajo močno zaščito pred cenzuro z zakonodajo, vendar pa ta zaščita ni popolna, pri odločanju, kaj se sme cenzurirati in kaj ne, pa se pogosto pojavlja zahteva o nujnosti objave za uravnoteženje nasprotujočih si stališč. Samocenzura ni zakonsko urejena.